# لارا فان نيكيرك
لارا فان نيكيرك (مواليد 13 مايو 2003) هي سباحة جنوب أفريقية، حصلت على الميدالية البرونزية في سباق 50 متر صدر في بطولة العالم للألعاب المائية 2022.